# Ренче-Вогрско
Община Ренче-Вогрско (словен. Občina Renče - Vogrsko) — одна з общин в західній  Словенії. Община була сформована першого березня 2006, відділенням від общини Нова Гориця.

## Характеристика
Община займає площу 29,5 км², з яких 327,51 га сільськогосподарських угідь. Община має важливу роль у спортивному плані, тут розташовано кілька спортивних споруд.

## Населення
У 2010 році в общині проживало 4295 осіб, 2196 чоловіків і 2099 жінок. Чисельність економічно активного населення (за місцем проживання), 1748 осіб. Середня щомісячна чиста заробітна плата одного працівника (EUR), 868,22 (в середньому по Словенії 966,62). Приблизно кожен другий житель у громаді має автомобіль (45 автомобіля на 100 жителів). Середній вік жителів склав 43,5 років (в середньому по Словенії 41,6).